# Sven Dahlman
Sven Verner Dahlman, född 2 januari 1905 i Härnösands församling, Västernorrlands län, död 6 maj 2000 i Engelbrekts församling, Stockholms län, var en svensk journalist och diplomat.

## Biografi
Sven Dahlman föddes in i grosshandlarfamiljen Sigurd och Sigrid Dahlman. Han var sedan 1936 gift med Brita Westberg, dottern till redaktören Axel Westberg och Sigrid Westberg.
Dahlman avlade studentexamen vid Norra Latin i Stockholm år 1923.
Han blev efter studier vid  Uppsala universitet fil.kand. 1927 och, efter studier i statsvetenskap i Helsingfors och Genève, politisk redaktör i Upsala Nya Tidning 1933. År 1936 blev han pressattaché i Helsingfors. Från 1939 till 1940 var han förste legationssekreterare i Helsingfors, från 1940 till 1945 i Washington, D.C..
År 1946 blev Dahlman chef för UD:s pressbyrå. Från 1948 till 1953 var han utrikesråd och chef för UD:s politiska avdelning. Mellan 1953 och 1961 var han sändebud i Haag, från 1961 till 1962 i Kairo. Mellan 1969 och 1981 var han ordförande i Svensk-nederländska föreningen.
Han var ledamot av Finlandskommittén från 1939 till 1940, under finska vinterkriget, och skapade devisen "Finlands sak är vår". Från 1948 till 1949 var han sakkunnig i den skandinaviska försvarskommittén.
Dahlman blev ordförande i styrelsen för Vattenbyggnadsbyrån 1966 och Svenska Unilever AB 1971 samt styrelseledamot i Uddeholms AB 1968, Airco Alloys AB 1970 och Mölnlycke AB från 1970 till 1975.
Han är begravd på Norra begravningsplatsen i Solna kommun.

## Utmärkelser
- Kommendör med  stora korset av Nordstjärneorden (KmstkNO, 1974)
- Riddare av Vasaorden (RVO, 1944)
- Storkors (2kl) av Förbundsrepubliken Tysklands förtjänstorden (StkTyskRFO2kl, 1970)